# Semafor (abeceda)
Semafor je dohodnutá skupina znaků vysílaných dvěma vlajkami jednou osobu, kdy jednomu znaku přísluší jeden signál. (Na rozdíl například od Morseovy abecedy, kdy pro vyslání jednoho znaku je obvykle nutné odvysílat více signálů.)
Dorozumívací systémy založené na předávání zpráv pomocí signálů dávaných pažemi, praporky či vlajkami byly vypracovány již koncem 17. století v námořní dopravě, v roce 1803 byl v Anglii systém standardizován a zejména menším plavidlům sloužil (společně s vlajkovou abecedou) až donedávna. Byla jimi inspirována mechanická návěstidla pro železniční i silniční dopravu i mnohé další návěsti v dopravě i dalších činnostech, například praporkové návěsti, návěsti policisty při řízení dopravy na křižovatce, signály pro práci v lomech, v letecké dopravě, při horolezectví atd. Podobně jako některé další historické kódovací systémy má dnes semaforová abeceda význam jako součást šifrovacích her, zábavných dětských her skautů a v podobných aktivitách. V této tabulce jsou znaky ukázané z pohledu přijímajícího – tedy při samotné signalizování je nutné je zrcadlově obrátit.
| Klidový stav | Číslice (Numerals)      | Pozor! (Error) | Omyl (Cancel)         | A / 1 |
| B / 2        | C / 3 / Potvrzení (Ack) | D / 4          | E / 5                 | F / 6 |
| G / 7        | H / 8                   | I / 9          | J / Písmena (Letters) | K / 0 |
| L            | M                       | N              | O                     | P     |
| Q            | R                       | S              | T                     | U     |
| V            | W                       | X              | Y                     | Z     |

Pro zapamatování výše uvedených znaků je někdy vhodné představit si tabulku znaků uspořádanou následujícím způsobem.
| A / 1              | B / 2                 | C / 3 / Potvrzení (Ack) | D / 4         | E / 5 | F / 6 | G / 7 |
| H / 8              | I / 9                 | K / 0                   | L             | M     | N     |       |
| O                  | P                     | Q                       | R             | S     |       |       |
| T                  | U                     | Y                       | Omyl (Cancel) |       |       |       |
| Číslice (Numerals) | J / Písmena (Letters) | V                       |               |       |       |       |
| W                  | X                     |                         |               |       |       |       |
| Z                  |                       |                         |               |       |       |       |

## Poznámka: Přivolání helikoptéry
Přestože má následující poznámka velmi málo společného se skutečným semaforem, je vhodné uvést, že minimálně v Alpách jsou při záchraně horolezců dohodnuty dva základní signály, zda je (YES) nebo není (NO) potřeba pomoc helikoptéry letící okolo.[zdroj⁠?!] Pro snadné zapamatování připomínají tyto signály tvar písmen Y a N.
| Yes (Je potřeba pomoc)  |
| No (Není potřeba pomoc) |